# Punta del Lliri
Punta del Lliri (in het Algherees Catalaans) of Punta Giglio (in het Italiaans) is een kaap aan de westkust van het Italiaanse eiland Sardinië. Punta del Lliri is 80 meter hoog. Samen met Cap de Caça vormt het tussenliggende water de baai van Port del Comte.